# 黄埔四期
黄埔四期是指黄埔军校第四期毕业生，共2654人。

## 历史
1925年7月至1926年1月，分7批入校。本期入伍生设1、2、3团。1926年3月，入伍生经过术科与学科考核转为正式军校学生，并举行隆重开学典礼。学科分步、炮、工、政治和经理五科，学生人数2654人。1926年5月改编为步兵军官团一团、二团两个团。部分驻扎在黄埔岛对岸鱼珠炮台和深坑一带，以后又迁到陈家祠，政治科先在沙河营房后搬迁到黄埔岛的蝴蝶岗炮台校舍。1926年9月毕业。加上潮洲分校同时毕业的第2期学生，黄埔四期共2654人。1926年10月4日，在广州郊区瘦狗岭燕塘军营训练场举行毕业典礼。学生毕业后参加北伐。
黄埔四期中的党员名录（不完整）：
第一次国共合作的大革命期间，黄埔四期共产党员在东征、北伐、在北方开战反帝反军阀的国民革命阵亡的有。国共内战期间，黄埔四期共产党员死亡的有。
至1935年7月军衔叙任：
黄埔四期晋任陆（海）军二级上将军衔的依次为：
黄埔四期晋任一级上将依次为：
抗日战争时期，黄埔四期投日的有：
- 苏玉衡（汪伪苏北绥靖公署少将参谋处长）
- 廖公劭（汪伪上海特别市警察局督察处少将督察长）
- 蒋先启（汪伪国民政府参赞武官公署中将参赞武官）

## 黄埔四期名单
- 总队长方鼎英
- 第七连连长陈赓

在校时为共产党
1949年健在的有：
林彪 唐天际 张宗逊 洪水 郭天民 常乾坤 李运昌 曹广化 郭化若 王世英 李文林 馬載（轻工业部顾问） 周建屏 倪志亮 赵尚志 曾希圣 靖任秋 魏巍 李逸民 吴溉之 郭述申
- 钟皿浪（钟血浪、北京铁道学院副院长）
- 勇夫（内蒙古日报社社长 内蒙古大学副校长）
- 范树德（中共中央军委总供给部部长兼中央军区供给部长）
- 周议三（西安市政协副主席）
- 周恩寿（国务院内务部专员）
- 刘弄潮（清华大学马列主义教研室教授）
- 吴奚如（新四军第三支队政治部主任，湖北省政协委员）
- 陈德明（解放军贵州省军区遵义军分区司令员）
- 方复生（天津市人民政府外事处主任）

1949年前牺牲的有：
- 曾中生 (红四军政委)
- 伍中豪 (红二十军军长)
- 王全善（广州起义工人纠察队大队长）
- 王侃予（工农革命军第四师政治部主任）
- 王展程（红四军第二纵队参谋长）
- 邓益（红二十一军副军长）
- 万仁（工农革命军第七师独立团团长）
- 邓公衡（红军湘鄂赣边警卫第二团团长）
- 丘棣华（闽西红六团团长）
- 石仲伟（第三十八集团军机要室上校主任）
- 叶镛（工农革命军第四师师长）
- 刘煜祖（第十一军第二十四师第七十一团代团长）
- 牛万金（山西新军教导师参谋长）
- 刘琦松（红五军团团长）
- 孙大安（鲁西农民自卫军军事部主任）
- 吕赤（工农革命军教导队大队长）
- 朱实夫（新编骑兵第三师少将副师长）
- 李芬（湘赣军区政治部代主任）
- 李果（红七军独立团代理政委）
- 李斌（红十一军第四十七团团长兼参谋长）
- 李大德（陕东农民赤卫队大队长）
- 李亚声（中共汉口市委学运委员）
- 李鸣珂（中共四川省委常委兼军委书记）
- 李实行（红五军第一师师长）
- 陈耿（闽浙赣军区武装部第一科科长）
- 陈子杰（中共尉氏县委委员 新郑县保安大队大队长）
- 陈业炽（琼崖苏维埃政府人民委员会常委）
- 陈致训（中共琼东县委书记）
- 张云川（国务院参事 民盟中央副秘书长）
- 张东皖（陕甘工农红军游击队第二支队司令）
- 张亚良（中共鄂东特委军事委员）
- 张铁珊（湘鄂赣省军区政治部主任）
- 张鼎和（文学研究社和北方左联执行委员）
- 严子汉（中共荆钟特委书记）
- 邹琦（闽浙赣军区参谋长）
- 何昆（红十四军（如皋）军长兼第一师师长）
- 何子凡（红军团长）
- 苏先骏（工农革命军第一军第一师第三团团长）
- 余少杰（中共广西省特委委员 右江农民第三路军总指挥）
- 萧芳 鄂豫皖红四军第十二师副师长兼第三十四团团长
- 萧克允 鄂东南红军独立第三师师长
- 吴风卿（红三军第九师政治部主任）
- 杨超（红二十军第一七三团团长）
- 杨学哲（江西省红军第二独立师政委）
- 杨松柏（中共许昌中心县委常委 中共河南省工委巡视员）
- 杜永瘦 （中共湖北省委常委兼军委书记）
- 汤慕禹  （洪湖红三军第八师师长）
- 季步高 （中共广东省委候补委员，广州市委书记）
- 罗汉 鄂豫皖边区红三军第九师独立第一团团长
- 罗毅  红三军团红八军第六师第八团政委
- 林铎 南昌起义部队补充团团长兼党代表
- 林福田 中共川西特委军委委员
- 郑伦 红九军团司令部参谋处作战科科长
- 郑学影（红十五军军长）
- 胡悌（洪湖地区红军第四路游击总指挥部总指挥）
- 胡少海（红二十一军军长）
- 赵周（红九军第二十六师师长）
- 姚家芳（红二十五军第七十五师师长）
- 凌霄（红军潜山独立师副师长兼参谋长 第一团团长）
- 资桂林（工农革命军第四师第三团团长）
- 黄刚（鄂豫皖红军第四军第十一师第二十九团团长）
- 黄河清（中共长胜区委书记兼农民赤卫队大队长）
- 饶绘峰 四川红军第三路游击队前敌委员
- 徐百川 皖西红军独立第一师师长
- 郭子明 湘鄂赣军区参谋长
- 郭绍平 中共随县县委联络部长
- 桂仲锦 桐柏红军第二十五师第一大队第一中队中队长
- 袁庆 中共长江局军委特派员
- 高伯礼 中共自贡中心县委书记
- 高建斗 鄂豫皖红四军第十师第三十团团长
- 曹国勋  鄂豫皖红军第一军独立团团长
- 舒玉章 红四方面军参谋处主任
- 曾士峨 中央红军红四军参谋长兼第十一师师长 政委
- 程让泉 中共江苏省委军委上海外兵工委书记
- 鄢日新  红一方面军第三十五军参谋长
- 谭衷 湖南赤色游击总队队长
- 谭庆南  工农革命军独立第三师参谋长
- 谭秋吟 洪湖红八师参谋处长
- 缪芸人 工农革命军第四师第十团党代表
- 李英（于都暴动总指挥部副总指挥）
- 陈绍舜（中共赣东北省委军委秘书长）
- 陈毅安（红三军团红八军第一纵队纵队长）
- 吴芗生（中共武进县委常委兼军委书记）
- 周为邦（中共鄂东特委军委书记 鄂东游击队司令）
- 林野（中央红军第二步兵学校校长）
- 黄彩德（赣西南苏维埃政府东路办事处主任）
- 李锷（红军第十六师参谋长）
- 李天柱（湘赣省委军委书记兼湘赣军区副总指挥）
- 郭炳 鄂豫皖苏区红军第十二师参谋长
- 黄让三 工农革命军闽粤边游击队总指挥
- 于以振（中共上海南市区委书记）
- 王寅生（中共鲁西北特委书记）
- 王荣甲（汉川工农红军独立第一师政委）
- 文廷梁（红三军第八团团长）
- 方强（新四军盐东行署主任 盐东县县长）
- 刘志丹 （红二十八军军长）
- 刘炎（中共苏中区委书记兼苏中军区政委）
- 刘力劳（中共上海市兵委书记）
- 白鑫（中共中央军事部秘书处秘书）
- 刘清和（红军渭北游击大队代司令员）
- 李成林（朝鲜咸镜南道人，中共勃利县委书记）
- 李鸣歧（中共河南省委委员）
- 李明铨（湖北省房县苏维埃政府主席兼县独立团团长）
- 李德芳（中共黄梅县委委员 农民自卫军副指挥）
- 陈永芹（中共琼崖特委委员 琼崖工农讨逆军前敌总司令）
- 陈修齐（红二十二军的团政委）
- 张有余（鄂豫皖红军第三十四师第二团团长）
- 张俊之（湖广赤卫队总指挥）
- 苏士杰（陕甘宁红军游击第四支队直属队长）
- 陆更夫（中共广东省委书记）
- 萧韶（中共闽赣省委委员兼宣传部长）
- 萧以佐（赣南红十二军政治部主任）
- 汪毅夫（湘鄂西红三军组织部长）
- 杨若涛（共产党 国民革命军团长）
- 金孚光（红十五军第一团团长兼政委）
- 胡成杰（胡陈杰，红三军第九师参谋长）
- 胡楚父（红八军第二十四师政委）
- 钟俊渊（工农革命军第四师师委委员）
- 赵化龙（鲁西县委代理书记）
- 夏尺冰（湘东特委书记）
- 唐赤英（红三军参谋长）
- 崔达泉（红军鄂北总队总队长）
- 龚培元（第二十四师教导总队副总队长）
- 傅杰（第二十军军官教导团第一总队总队长）
- 谢鑫（谢白浪,新四军第七师代理参谋长）
- 裘古怀（中共浙西省委特派员 浙江省团省委书记）
- 蓝泽情（江西工农红军第十九纵队纵队长）
- 熊敦（中共四川省委军委委员）
- 霍步青（福建军区第三军分区司令员）
- 霍栗如（中共彭水县委书记兼军委书记）
- 霍锟镛（中共安徽省委组织部长）
- 魏亮生 （中共鄂西特委委员兼秘书）
- 袁国平 （新四军政治部主任兼中共中央东南局委员、宣传部长、中央军委新四军分会常委）
- 段德昌 （红三军第九师师长）

国民党
张灵甫、李弥、胡琏、葛先才、高魁元、潘裕昆、谢晋元、阙汉骞、文强、刘玉章、赖传湘、邱维达 潘朔端 罗列 彭士量 罗恕人 周庆祥 林伟俦 沈向奎 柳元麟 趙惠謨 赵锡田 柯遠芬 严明 唐生明 高吉人 高魁元 蔣堅忍 廖运升 滕杰 阙汉骞 曹天戈 葛先才 马策 周伟龙 杨锦昱 曹振铎
- 刘子淑（教導總隊第四團團長 戰幹團第二總隊長 第二突擊司令）
- 刘平（第十五军中将军长）
- 刘世懋（第一一二军少将军长）
- 刘超寰（第三十六军少将军长）
- 官惠民（第四军第九十师第二七〇旅旅长淞沪会战阵亡）
- 胡长青
- 李维民（整编第三十八师副师长）
- 高吉人
- 刘培初（财政部绥靖总队总队长）
- 向风武（第九兵团第七十一军中将军长）
- 朱光墀（第三十六军少将代军长）
- 朱志席（第一绥靖区整编第九十九旅少将旅长）
- 李正谊（第五十二军第二十五师少将师长）
- 陈子干（第十八兵团第九十军少将军长）
- 陈林达（新编第五军中将军长）
- 汪波（整编第八军军长兼荣誉第一师少将师长）
- 周敏（第一二三军少将代理军长）
- 罗汝正（整编第七十八师第一七九旅旅长）
- 周志道
- 张世光  第十军少将军长
- 张定国 第三军少将军长
- 张继烈
- 郑庭烽
- 段芸
- 胡轨
- 钟纪
- 姚国俊（第三十八军中将军长）
- 顾锡九
- 顾葆裕
- 徐志道
- 唐化南（第七十军军长）
- 覃道善
- 韩增栋（整编第八十八师少将师长）
- 平尔鸣（第五十二军副军长）
- 王作栋（整编第十七师少将师长）
- 徐保（整编第七十六师中将师长）
- 廖龄奇
- 麦宗禹（整编第二十九军第七十六师第一三五旅少将代理旅长）
- 陈嘘云